# Saint-Louis-en-l'Isle
Saint-Louis-en-l'Isle là một xã, nằm ở tỉnh Dordogne vùng Aquitaine của Pháp. Xã này có diện tích 2,82 km², dân số năm 2005 là 244 người. Xã nằm ở khu vực có độ cao trung bình 58 m trên mực nước biển.

## Thông tin nhân khẩu
| Năm    | 1962 | 1968 | 1975 | 1982 | 1990 | 1999 | 2005 |
| ------ | ---- | ---- | ---- | ---- | ---- | ---- | ---- |
| Dân số | 209  | 204  | 241  | 220  | 233  | 224  | 244  |